# Verticillium epimyces
Verticillium epimyces är en svampart som beskrevs av Berk. & Broome 1851. Verticillium epimyces ingår i släktet Verticillium och familjen Plectosphaerellaceae.   Inga underarter finns listade i Catalogue of Life.